# Solarpark Benban
Der Solarpark Benban (arabisch حديقة بنبان للطاقة الشمسية) ist eine Photovoltaik-Freiflächenanlage in der westlichen Wüste Ägyptens im Gouvernement Aswan. Unter Standard-Testbedingungen hätte die gesamte Solaranlage eine Nennleistung in Watt Peak (Wp) von 1,65 GWp. Unter der tatsächlichen Sonneneinstrahlung wurden Maximalleistungen zwischen 1,6 GW und 2 GW und eine Wechselstromleistung von ca. 1,4 GW erwartet. Damit sollte der Park bei einem angenommenen Kapazitätsfaktor von 26 % jährlich ca. 3,8 TWh elektrische Energie liefern. Er war die größte Solaranlage Afrikas und eines der größten Solarkraftwerke weltweit – zum Stand 2019 war nur der Solarpark Bhadla in Indien noch größer. Der Park enthielt insgesamt 6 Millionen Solarmodule, die zu 41 Kraftwerksbereichen zusammengefasst waren.

## Schrittweise Inbetriebnahme des Kraftwerks
Der erste Teilbereich mit 64,1 MWp ging im Februar 2018 ans Netz und wurde am 13. März 2018 offiziell eingeweiht. Er wurde zu 85 % von der Bayerischen Landesbank finanziert und von der Berliner Firma IB Vogt gebaut. Die Module dieses Kraftwerksteils werden der Sonne nachgeführt (Solartracker).
Im Oktober 2019 war nach einem Bericht das Kraftwerk fertiggestellt; die Erzeugungsleistung wurde am 24. September mit 1465 MW angegeben.